# Amarante do Maranhão (ort)
Amarante do Maranhão är en ort i Brasilien.   Den ligger i kommunen Amarante do Maranhão och delstaten Maranhão, i den nordöstra delen av landet, 1 100 kilometer norr om huvudstaden Brasília. Amarante do Maranhão ligger 247 meter över havet och antalet invånare är 11 510.
Terrängen runt Amarante do Maranhão är platt. Runt Amarante do Maranhão är det mycket glesbefolkat, med 4 invånare per kvadratkilometer.. Det finns inga andra samhällen i närheten.
Omgivningarna runt Amarante do Maranhão är huvudsakligen savann.